# 光滑蒿蕨
光滑蒿蕨（学名：Ctenopteris moultonii）为禾叶蕨科蒿蕨属下的一个种。